# Бог любви (Гравити Фолз)
«Бог любви» (англ. The Love God) — 9 серия 2 сезона американского мультсериала «Гравити Фолз».

## Сюжет
Диппер, Мэйбл, Венди и компания подростков лежат на полянке на кладбище, рассматривают облака и обсуждают, на что они похожи. Тут Мэйбл видит воздушный шар в форме сердца (сначала она думает, что это облако соответствующей формы, после чего её поправляет Диппер). Подростки рассказывают про фестиваль хиппи «Древосток» и воздушные шары. Диппер признаётся, что никогда раньше не был на концертах. Венди говорит, что теперь, когда Диппер вошёл в компанию друзей Венди, он сможет наконец-то побывать на концерте. Восторг прерывает призрачный стон, доносящийся из разрытой могилы. Диппер отправляет Томпсона разведать могилу. Подойдя ближе, Томпсон кричит в ужасе.
Компания видит, что в могиле лежит Робби, оплакивающий свои отношения с Венди. Робби не хочет показывать того, что он ещё влюблён в неё и говорит, что просто отдыхает в яме. На это подростки отвечают ему оскорблениями, и только Мэйбл становится его жалко. Робби — единственный, у кого плохое настроение в её таблице. Мэйбл хочет помочь ему вновь обрести любовь. Она считает себя лучшей свахой, так как свела даже Пухлю (свинью) и Гомперса (козла), однако Венди говорит, что Робби — безнадёжный случай.
Снаружи Хижины Чудес Стэн работает над новым экспонатом, но вдруг замечает летящие воздушные шары. В панике он берёт в руки арбалет из коробки со средневековьем оружием, и целится в шары. Зус останавливает его, говоря, что хиппи — потенциальные покупатели, а Стэн каждый год их теряет. Последний решает сделать собственный воздушный шар для привлечения молодёжи. Тем временем Мэйбл приходит в дом к родителям Робби. Они встречают её на пороге, оказываясь крайне оптимистичными и дружелюбными для гробовщиков.
Мэйбл, полная надежды на то, что сможет помочь, поднимается к Робби и обнаруживает его крайне расстроенным. Она предлагает помощь, которую Робби поначалу отвергает, но позже принимает. В это время Диппер, Венди и компания готовятся к фестивалю в гараже Томпсона. Диппер хвалят за идею, как пронести еду на «Древосток». Тэмбри получает сообщение от тайного поклонника с приглашением в кафешку на свидание. В назначенное время в закусочной встречаются Робби и Тэмбри, но он не хочет встречаться со старой знакомой. Мэйбл расстраивается из-за неожиданного провала, но в ресторан врывается Бог Любви. Своими зельями он «влюбляет» друг в друга почти всех посетителей закусочной. Мэйбл подходит к нему и спрашивает, как он это делает, на что Бог Любви отвечает, что он настоящий Купидон. Он говорит ей про магические зелья, но запрещает их трогать, объясняя, что непрофессионалам лезть в чужие судьбы небезопасно. Мэйбл крадёт зелье у Бога Любви и подсыпает его в картофель фри для Тэмбри и Робби. После того, как они оба попробовали картофель фри, осознают, что нравятся друг другу. Они вместе отправляются гулять.
Мэйбл возвращается в гараж, говоря, что Тэмбри и Робби отправились в долину поцелуев. Но из-за такого поворота событий компания расходится, а Томпсон сознаётся, что он не дурак и делал все глупости ради того, чтобы друзья оставались вместе. Он говорит близнецам, если они не разрушат отношения Робби и Тэмбри, у них не будет друзей. Мэйбл и Диппер хотят применить зелье анти-любви и крадут его у Бога Любви из его фургона.
Обнаруживая пропажу и самих воришек, Бог Любви бежит за ними. Вызвав призраков любви прошлого Мэйбл — Гномов, Русалдо, группу «Пару раз», Гейба Бэнсена, он заставляет её отдать зелье. В это время Стэн и Зус запускают воздушный шар, изображающий голову Стэна и надпись «I HEART KIDS» (рус. Я люблю детей), но вдруг буквы отпадают и получается «I EAT KIDS» (рус. Я ем детей). Позже воздушный шар терпит крушение, падая прямо на Бога Любви. В гневе Бог Любви велит детям убираться, делая всё, что они хотят с зельем. Диппер и Мэйбл подкрадываются к отдыхающим Робби и Тэмбри, чтобы брызнуть в них зельем анти-любви, но Робби замечает их и подходит к Мэйбл, чтобы поблагодарить за помощь. Она передумывает насчёт очередного вмешательства в судьбы других людей. Диппер расстроен, что их тусовка больше никогда не восстановится, но Мэйбл утешает, говоря, что может случиться что-то необычное, и компания снова будет вместе. В это время охранники обнаруживают, что Томпсон протащил свою еду на концерт и бросаются в погоню за ним. Томпсон забирается на столб, а охранники бьют его метёлками. Это видит вся компания и, скандируя Томпсону, мирится.
В титрах нам показывают фотомонтаж свадьбы Пухли и Гомперса.

## Вещание
В день премьеры эпизод посмотрели 820 тысяч человек.

## Отзывы критиков
Обозреватель развлекательного веб-сайта The A.V. Club Аласдер Уилкинс поставил эпизоду оценку «B+», отметив, что «эпизод хорош, потому что в нём полно юмора. Шоу не обходит стороной присущую одноимённому богу любви жутковатость, но то, что он — большой толстый тусовщик, делает его сделку более приемлемой, чем она могла бы быть в противном случае; сериал тщательно следит за тем, чтобы он использовал свои амурные способности только для того, чтобы свести других людей вместе, а его собственный успех у дам (и, возможно, у байкера с голосом Уилла Форте, в зависимости от того, как вы интерпретируете подтекст троицы, выходящей из фургона) объясняется его собственным магнетизмом. Мультсериал также поступил мудро, построив эту историю вокруг Мэйбл, которая является практически единственным персонажем, достаточно добродушным, чтобы не быть полностью манипулируемой». Также эпизод даёт хорошую, по мнению критика, предысторию Робби.